# BARS (Russia)
La BARS (Riserva Nazionale delle Forze da Combattimento, in russo Боевой Армейский Резерв Страны?, Boevoj Armejskij Rezerv Strany, unità militare 22179) è una forza di riserva militare della Federazione Russa implementata a partire dal 2021. Utilizza come simbolo un leopardo, il cui termine russo è proprio "Барс" ("Bars").

## Storia
La BARS è stata creata verso la fine del 2021, ufficialmente per migliorare le capacità di difesa russe e mantenere le Forze armate ad un buon livello di addestramento. In seguito all'utilizzo di queste unità durante l'invasione russa dell'Ucraina del 2022 appare però evidente che lo scopo fosse diverso da quello inizialmente dichiarato, e l'obiettivo fosse disporre di forze fresche e immediatamente disponibili. Questa forza è costituita da alcune decine di migliaia di riservisti volontari, fra i quali è da segnalare la presenza dei Cosacchi del Kuban', inquadrati nelle due unità BARS-1 e BARS-16 impiegate durante il conflitto in Ucraina. Tre battaglioni (BARS-9, 13 e 20) sono affiliati all'Unione dei Volontari del Donbass, un gruppo paramilitare formato da veterani russi della guerra del Donbass. Nel corso del conflitto la BARS è stata espansa, aumentando il numero di battaglioni impiegati sul territorio ucraino grazie al reclutamento di nuovi coscritti. Nel settembre 2022 le unità BARS-13 e 16 sono state utilizzate come guarnigione della città di Lyman, venendo quindi investite dalla controffensiva ucraina che ha portato alla completa liberazione dell'oblast' di Charkiv e rischiando di essere circondate. Si sono successivamente ritirate dopo aver subito diverse perdite.
Nel corso del 2023 le unità di volontari BARS sono state trasferite sotto il pieno controllo del Ministero della difesa e incluse nella struttura delle Forze terrestri russe, andando a costituire alcune cosiddette "brigate d'assalto".

## Unità
- BARS-1 "Zacharij Čepega"[9][10]
- BARS-2 "Bootur"[11]
- BARS-3 "Rodina"[11]
- BARS-4[12][13]
- BARS-5[12][14]
- BARS-6 "Orenburg"[12][15]
- BARS-7[12][16]
- BARS-8[17]
- BARS-9 "Orel"[18]
- BARS-10[11][19]
- BARS-11[12]
- BARS-12[12][20]
- BARS-13 "Legione Russa"[21] (inizialmente denominata "Rurik"[22][23])
- BARS-14 "Sarmat"[12][23]
- BARS-15 "Ermak"[24]
- BARS-16 "Kuban"[25][26]
- BARS-17[12][27]
- BARS-18 "Rostov"[28][29]
- BARS-19[12][30]
- BARS-20 "Grom"[4][31]
- BARS-21 "Don"[32]
- BARS-22 "Tigr"[33][34]
- BARS-23[12]
- BARS-24 "Terek"[35][36]
- BARS-25 "Anvar"[37]
- BARS-27 "Fakel"
- BARS-29 "Nevskij"[38]
- BARS-30 "Livadija"[39]
- BARS-31 "Plamja"[40]
- BARS-32 "Pavel Sudoplatov"[41]
- BARS-33 "Vasilij Margelov"[42]
- BARS-34 "Siberia"
- BARS-35 "Skif"[43]
- BARS-37[44]
- BARS "Kaskad"[45]
- BARS "Kherson"[46]
- BARS "Krym"[47]
- BARS "Aksaj"[48]
- BARS "Kursk"[49]
- BARS "Brjansk"[50]
- BARS "Belgorod"[50]